# Lacosoma julietta
Lacosoma julietta is een vlinder uit de familie van de Mimallonidae. De wetenschappelijke naam van de soort is voor het eerst geldig gepubliceerd in 1913 door Dyar.